# Polewali
Polewali – miasto w Indonezji na wyspie Celebes nad zatoką Mandar w cieśninie Makasarskiej w prowincji Celebes Zachodni; ośrodek administracyjny dystryktu Polewali Mamasa zwanego Polmas; 59 tys. mieszkańców (2006).
Ośrodek regionu rolniczego, uprawa manioku, kawowca, kakaowca, palmy kokosowej; hodowla bydła i drobiu; przemysł spożywczy;  rybołówstwo.